# Дом Ю. Н. Трубецкого — А. Г. Головкина
Дом Ю. Н. Трубецкого — А. Г. Головкина — историческое здание в Москве, построенное в конце XVIII века. Объект культурного наследия федерального значения. Расположено на Елоховском проезде, дом 1, строение 1.

## История
Постройка основного объёма дома относится к 1780-м гг., в 1796 году добавлены пристройки с торцов. Тогда владение принадлежало князю Ю. Н. Трубецкому. Затем, до 1801 года, оно перешло к графу А. Г. Головкину. Его именем подписан дворец в «Альбомах» М. Ф. Казакова, куда здание было включено. После 1819 года зданием владели купеческие семьи. В 1858 году в здании была размещена фабрика купчихи Поповой, для чего здание было надстроено третьим этажом и перепланировано. В 1900 году дом был вновь перепланирован под жилые помещения.

## Архитектура
Дом, несмотря на перестройки, сохранил стилевые особенности раннего классицизма. Боковые ризалиты, соответствующие торцевым пристройкам, выражены на обоих фасадах, но на заднем фасаде сильнее. Центральный ризалит главного фасада почти плоский. Нижний этаж оформлен крупным рустом, оконные проёмы выделены крупными нишами. Существовала лепнина над центральными окнами, окна ризалитов были арочными, но при устройстве фабрики эти особенности декора утрачены. Проезд под западным торцевым объёмом заложен в то же время.